# ACT UP
ACT UP, AIDS Coalition to Unleash Power, är en internationell aids-organisation med målet att stoppa hiv-virusets spridning, samt att stötta personer med hiv och aids. Sedan grundandet år 1987 har organisationen arbetat, genom direktaktion, för att påverka lagstiftare, media och läkemedelsföretag.
Under sent 1980-tal och tidigt 1990-tal rönte ACT UP stor uppmärksamhet, främst i USA där organisationen tagit form. Spektakulära metoder och framgångsrika mediestrategier inverkade på rörelsens genomslag. Exempelvis kan nämnas aktioner i Saint Patrick's Cathedral (mot den katolska församlingens ovilja att informera om säkert sex), mot hälsomyndigheten FDA och mot tidskriften Cosmopolitan (som låtit publicera en läkares artikel med påståendet att kvinnor inte kunde få aids).
Bland ACT UP:s tidigare medlemmar finns Vito Russo, Sarah Schulman och Keith Haring. Konstnären David Wojnarowicz, som dog i AIDS år 1992, var en av många som genom ACT UP:s försorg förärades en så kallad "politisk begravning", vilket innebar att ett begravnings- och demonstrationståg av AIDS-aktivister bar på kistan genom det offentliga rummet. Wojnarowicz fick senare också sin aska utspridd utanför Vita huset – i en protesthandling mot presidentens likgiltiga agerande under AIDS-krisen.
ACT UP:s motto och logga, "SILENCE = DEATH" i kombination med en uppåtpekande rosa triangel (▲), har med organisationen blivit en symbol för radikal aids-aktivism. Organisationens konfrontativa attityd anses ligga bakom utvecklingen av begreppet queer.

## Historik
Grundandet av ACT UP skedde i mars 1987 på The Lesbian and Gay Community Services Center i New York. Som grundarna nämns ofta författaren och aktivisten Larry Kramer. Han hade vid AIDS-epidemins utbrott tagit initiativ till Gay Men's Health Crisis, en förening som han år 1987 dock inte längre ansåg driva AIDS-frågan tillräckligt politiskt. Under marskvällen medverkade Kramer som talare, och frågade då publiken: "Vill vi starta en ny organisation med politisk aktion som huvudsyfte?" Varpå svaret blev ett rungande ja, enligt författaren Douglas Crimp, som närvarade på mötet. Två dagar senare möttes omkring 300 personer för ACT UP:s formella grundande. Den första stora demonstrationen ägde sedan rum på Wall Street, då 250 personer medverkade i en så kallad "die-in", i protest mot de stora läkemedelsbolagen.
1989 startade ACT UP Paris.
I mars 1990 grundades Queer Nation i New York av HIV/AIDS aktivister från ACT UP. Queer Nation är en HBTQ-organisation. 
Hösten 1991 startades en underavdelning i Sverige. ACT UP Stockholm genomförde en manifestation, den 1 oktober 1991, i protest mot tvångsåtgärderna i den svenska smittskyddslagen.

## ACT UP:s organisation

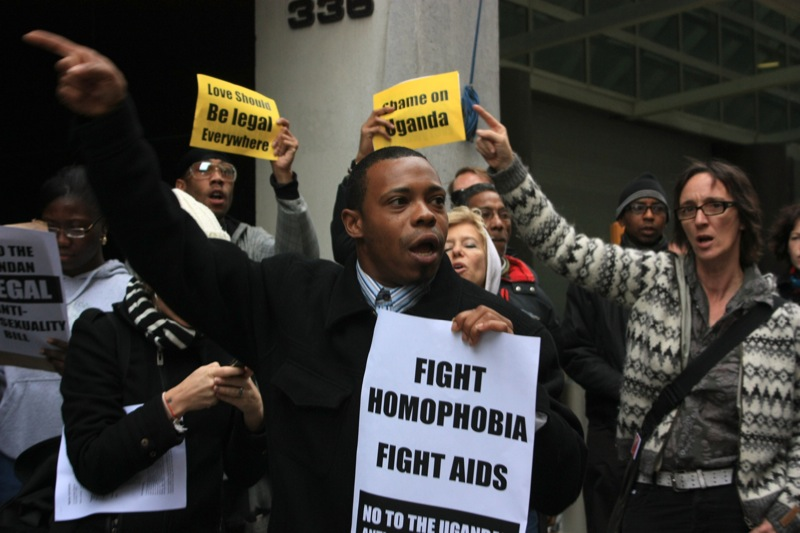
ACT UP-protester i New York mot Ugandas anti-homolagar.

ACT UP verkade som en ledarlös organisation utifrån anarkistiska principer. Grundaren Larry Kramer beskrev den tilltänkta organisationsformen som "democratic to a fault." Organisationen delades upp i mindre kommittéer som sedan veckovis rapporterade till en samordnande kommitté. Förslag på aktioner lämnades vanligen till samordningskommittén, för att sedan röstas om bland medlemmarna vid veckomötet. Gregg Bordowitz, en tidig medlem i ACT UP, har i en intervju beskrivit strukturen: "Det är såhär demokratisk gräsrotspolitik fungerar. I någon mån är det så här demokratisk politik borde fungera generellt. Det handlar om att övertyga personer om din idé, och sen gå ut och övertyga andra."
- Några av kommittérna var:
  - Aktionskommittén (Action Committee)
  - Ekonomikommittén (Finance Committee)
  - Påverkanskommittén (Outreach Committee)
  - Behandlings- och informationskommittén (Treatment and Data Committee)
  - Mediekommittén (Media Committee)
  - Grafikkommittén (Graphics Committee)
  - Bostadskommittén (Housing Committee)

Därtill fanns större undergrupper (caucuses) som samlade medlemmar vars frågor behövde lyftas separat. Under organisationens första decennium fanns exempelvis undergrupper för kvinnor och latinos/latinas.
Utöver kommittéer och undergrupper (caucuses) var så kallade sympatigrupper (affinity groups) en viktig del av organisationens arbetssätt. Den kanske mest framträdande sympatigruppen var Gran Fury, som utarbetade mycket av organisationens grafiska profil. Generellt sett saknade sympatigrupperna formella strukturer utan fokuserade på särskilda politiska områden, ofta inom ramen för större kommittéer. Sympatigrupper bidrog inte sällan med mindre aktioner i samband med större politiska manifestationer, som till exempel under den så kallade "Day of Desperation"-demonstrationen, när sprutubytesgruppen inom ACT UP konfronterade tjänstemän vid NY City Health Department genom att dumpa ett tusental uppsamlade och använda sprutor på deras kontor.

## Inflytande på senare år
Under några år efter grundandet var ACT UP oerhört verksamt, men av olika anledningar kom medlemsaktiviteten att avta. Idag är det framförallt i New York och Philadelphia som ACT UP lever vidare, om än i mindre skala.
På 2010-talet har ACT UP varit föremål för ett stort antal böcker och andra skildringar, såsom dokumentären United in Anger: A History of ACT UP från 2012. Samma år kom även How to Survive a Plague, som nominerades till en Oscar för bästa dokumentär. Organisationens avdelning i Paris har också skildrats i den prisbelönade filmen 120 slag i minuten, regisserad av Robin Campillo.